# Reggenza di Tulungagung
La reggenza di Tulungagung (in indonesiano: Kabupaten Tulungagung) è una reggenza dell'Indonesia, situata nella provincia di Giava Orientale.